# Rudolf Daur
Rudolf (Rudi) Daur (* 26. Januar 1892 in Korntal; † 17. Juni 1976 in Stuttgart) war evangelischer Pfarrer in Stuttgart und Leiter des Bundes der Köngener.

## Leben
Rudolf Daur wuchs im pietistisch geprägten Umfeld von Korntal auf. Sein Vater war ebenso wie sein Großvater Notar und Vorsteher der Evangelischen Brüdergemeinde in Korntal. Daur besuchte zunächst die Lateinschule in Korntal und ab 1907 die evangelischen Seminare in Maulbronn und Blaubeuren. Er studierte von 1911 bis 1914 an der Universität Marburg (bei Wilhelm Herrmann) und an der Universität Tübingen evangelische Theologie. Seit dem Studium war Daur Mitglied der Studentenverbindung AV Nicaria Tübingen im SB. In Tübingen lernte er Elisabeth Dipper kennen, die ebenfalls Theologie studierte. Sie heirateten am 10. Mai 1921 und hatten einen Sohn, Fritz Martin (* 1922), der 1941 in Russland gefallen ist, und eine Tochter, Heidi Renate (1925–2021), die 1950 den Theologen Jörg Zink heiratete. Zu den Kindern aus dieser Verbindung und damit Enkeln von Daur zählt die Epidemiologin Angela Zink.
Bei Ausbruch des Ersten Weltkriegs 1914 hatte sich Rudolf Daur freiwillig zum Kriegsdienst gemeldet, wurde aber nach kurzer Zeit verwundet und hatte Typhus. Da drei seiner Brüder gefallen waren, wurde er aus dem Kriegsdienst entlassen und arbeitete nun als Vikar in verschiedenen Gemeinden.
Ab 1921 arbeitete Rudolf Daur als Jugendpfarrer in Reutlingen, ab 1932 als Pfarrer in Rohr, das heute zu Stuttgart gehört, und ab 1939 bis zu seinem Ruhestand 1962 als erster Stadtpfarrer in der Markuskirche in Stuttgart.
Aufgrund des Kriegserlebnisses wurde er zum Kriegsgegner und trat dem Internationalen Versöhnungsbund bei. Er war jahrelang Präsident des deutschen Zweigs. Seine Begegnung mit dem Theologen Johannes Müller 1917 hatte ihn sehr stark beeinflusst. Er trat dem Bund für freies Christentum bei, dessen Vorsitzender er von 1960 bis 1970 war. Er setzte sich vehement für den Dialog ein, für die Auseinandersetzung unter den verschiedenen Völkern und Religionen.
Bei seiner Tätigkeit als Jugendpfarrer in Reutlingen war er in Kontakt mit dem Bund der Köngener gekommen. Mit deren Anführer Wilhelm Hauer hatte er in Stuttgart als Vikar gearbeitet. Er trat ihnen bei und übernahm schon früh selbst Führungsaufgaben. Von 1933 bis zu seinem Tode 1976 leitete er den Bund der Köngener. Von 1933 bis 1945 nannte sich die Gruppierung unter Daur, die nicht dem Nationalsozialismus folgte, Freundeskreis der kommenden Gemeinde.
1953 engagierte er sich gegen die Wiederbewaffnung Deutschlands und war verantwortlich für die „Erklärung württembergischer und badischer Theologen“ gegen die Remilitarisierung Deutschlands.

## Werke
- „Warum eigentlich?“ Ein Gespräch über Krieg, Frieden und unsere heutige Aufgabe, Stuttgart 1953
- Durchlichteter Tag, Stuttgart 1960
- Die Zeit ist erfüllt, Stuttgart 1964
- Wie im Himmel, so auf Erden. Predigten und Ansprachen von Rudolf Daur. Aus dem Nachlass hrsg. von Elisabeth Daur und den Freunden im Bund der Köngener, Stuttgart 1978